# Greif aus Redován

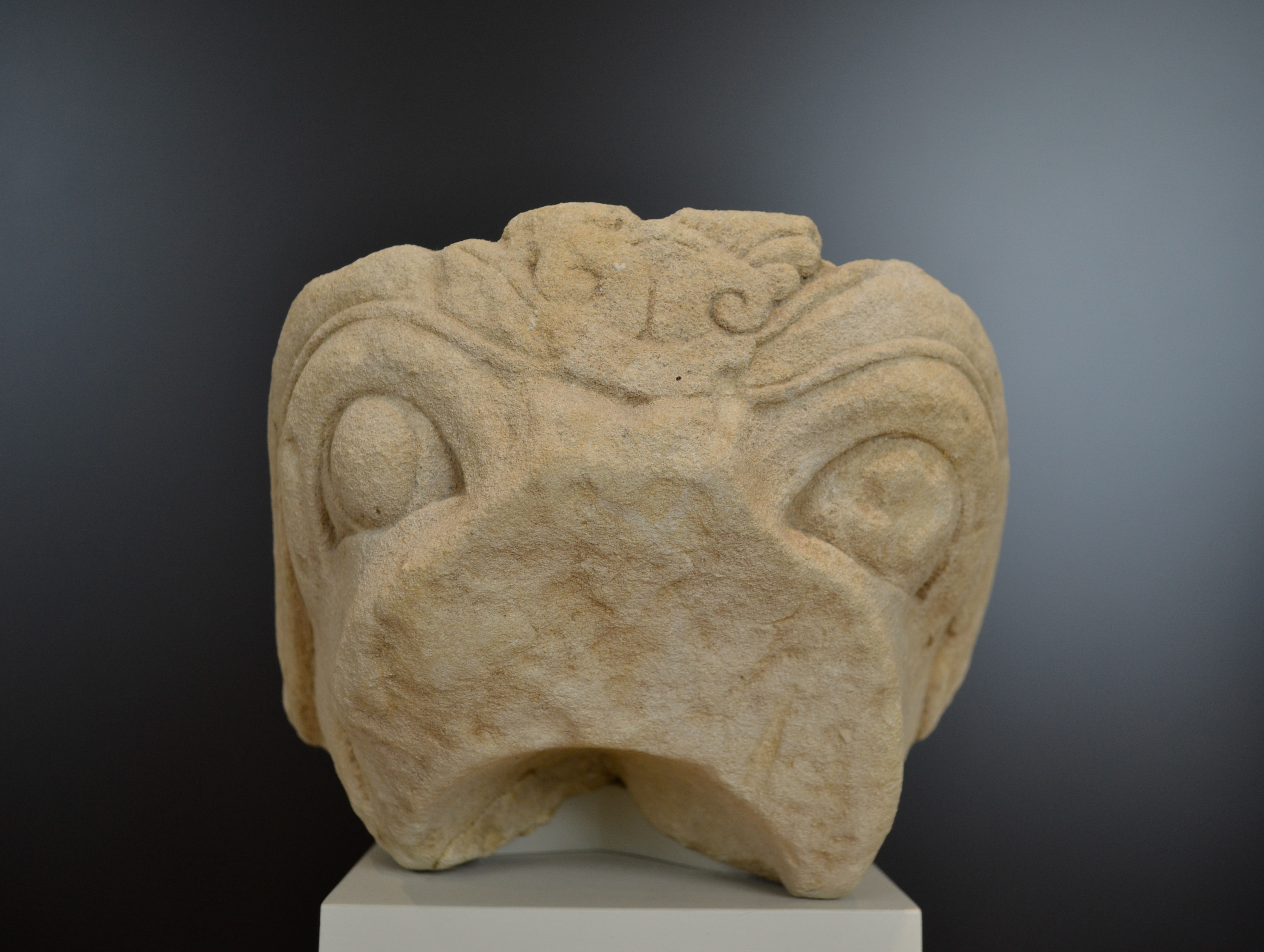
Der Greif aus Redován im Archäologischen Nationalmuseum Madrid

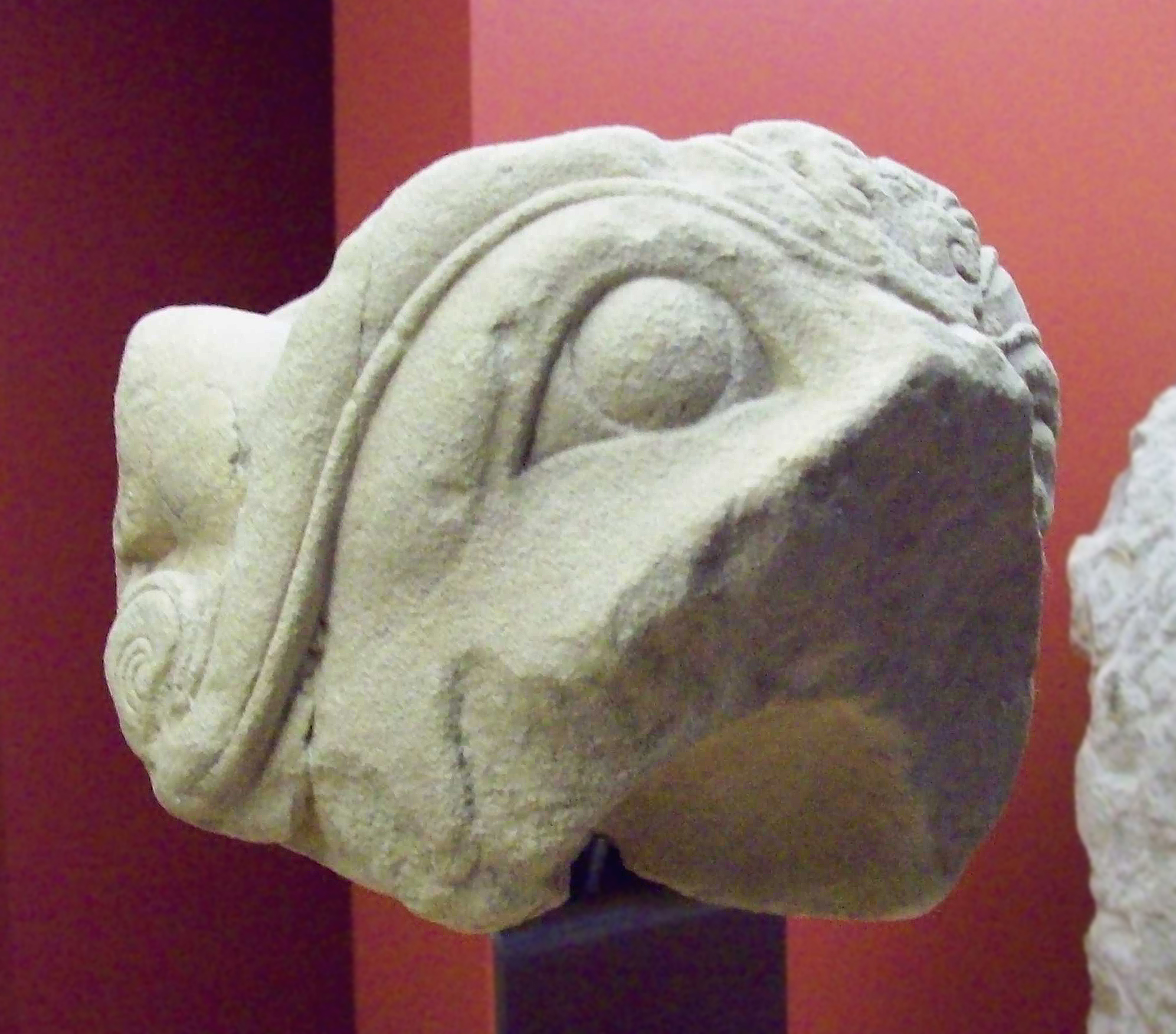

Der Greif aus Redován (spanisch Grifo de Redován) ist eine iberische Skulptur aus Kalkstein, die 1893 in der spanischen Gemeinde Redován im Ort El Mulagar, in der Provinz Alicante, im Zuge von Ausgrabungen von Valeriano Aracil gefunden wurde.
Die Skulptur ist ein steinerner Kopf eines Wasserspeiers in Form eines mythologischen Wesens, das halb einen Adler darstellt mit aufgewölbten Augen, offenem Schnabel, großen Augenbrauen, die eine protohellenische, zypriotische oder phönizische Palmette simulieren und von zwei Ziegenhörnern flankiert werden.
Die Skulptur wurde im Louvre-Museum ausgestellt, bis sie 1941 nach Spanien zurückkehrte. Sie ist derzeit im Museo Arqueológico Nacional de España in Madrid untergebracht. Manche Experten sind der Ansicht, dass es sich um denselben Bildhauer handelt, der auch die Dama de Elche verwirklichte.